# Saint-Léon-d'Issigeac
Saint-Léon-d'Issigeac är en kommun i departementet Dordogne i regionen Nouvelle-Aquitaine i sydvästra Frankrike. Kommunen ligger i kantonen Issigeac som tillhör arrondissementet Bergerac. År 2022 hade Saint-Léon-d'Issigeac 146 invånare.

## Befolkningsutveckling
Antalet invånare i kommunen Saint-Léon-d'Issigeac
Referens:INSEE